# Always (アルバム)
『always』（オールウェイズ）は、米倉千尋の3枚目のアルバムである。「To your heart」で、初の作曲を手がけ、次作以降は自作詞・作曲が徐々に増えるようになる。

## 収録曲
1. To your heart
  - 作詞・作曲：米倉千尋、編曲：H.Kohshun
2. Strawberry Fields
  - 作詞：西脇唯、作曲：からかわまこと、編曲：亀田誠治
  - 「さくらんぼテレビジョン」キャンペーンソング。
  - 7thシングル曲。
3. 永遠の扉（Album Mix）
  - 作詞：渡辺なつみ、作曲：鵜島仁文、編曲：見良津健雄
  - 8thシングル曲のリミックス。
4. HEAT
  - 作詞・作曲：鵜島仁文、編曲：見良津健雄
5. 嵐の中で輝いて（Stormy Version）
  - 作詞：渡辺なつみ、作曲：夢野真音、編曲：見良津健雄
  - デビューシングルのリミックスで、1枚目のアルバム『Believe』にも収録されている。
6. 未来の二人に（Remix Version）
  - 作詞：工藤哲雄、作曲：都志見隆、編曲：亀田誠治
  - 4thシングル曲のリミックス。
7. Open Your Eyes（New Version）
  - 作詞：米倉千尋、作曲・編曲：山田秀俊
  - CD「機動戦士ガンダム 第08MS小隊 recorded in PLAHA」に収録されている曲のリミックス。
8. DEAR MY GIRL
  - 作詞：渡辺なつみ、作曲：南利一、編曲：H.Kohshun・見良津健雄
9. 10 YEARS AFTER（always Mix）
  - 作詞：朝倉京子、作曲：三浦一年、編曲：見良津健雄
  - 「嵐の中で輝いて」カップリング曲のリミックス。
10. トムソーヤの冒険
  - 作詞：米倉千尋、作曲・編曲：水野雅夫
  - ベストアルバム『Little Voice』にも、収録されている。
11. 夢見るBlue Moon
  - 作詞・作曲：からかわまこと、編曲：亀田誠治
  - 「Strawberry Fields」カップリング曲。
12. いつの日か
  - 作詞・作曲：鵜島仁文、編曲：見良津健雄
  - 「永遠の扉」カップリング曲。
  - ベストアルバム『Little Voice』にも、収録されている。
13. Harmony
  - 作詞：米倉千尋、作曲・編曲：佐々木真里